# Lago de la Gruyère
El lago de la Gruyère (del francés: Lac de la Gruyère); en alemán: Greyerzersee es un lago artificial o embalse de Suiza que se encuentra en la región de La Gruyère, en el cantón de Friburgo. El embalse se formó entre las ciudades de Bulle y Friburgo, al construir la presa de Rossens en el río Saane en 1948. La presa de arco tiene una altura de 83 m y una longitud en la cresta de 320 m. El embalse se llenó en alrededor de cuatro meses después de su terminación. La presa está dirigida por el Groupe E SA.
El resto del castillo de Pont (o Pont-en-Ogoz) y una capilla se encuentran en la Ile d'Ogoz, un islote en el lago. El "Viaduc du Lac de Gruyère" de la autopista A12 se construyó en los años setenta. El puente tiene una longitud total de 2.043 m y cruza tres valles, incluyendo dos brazos del lago.

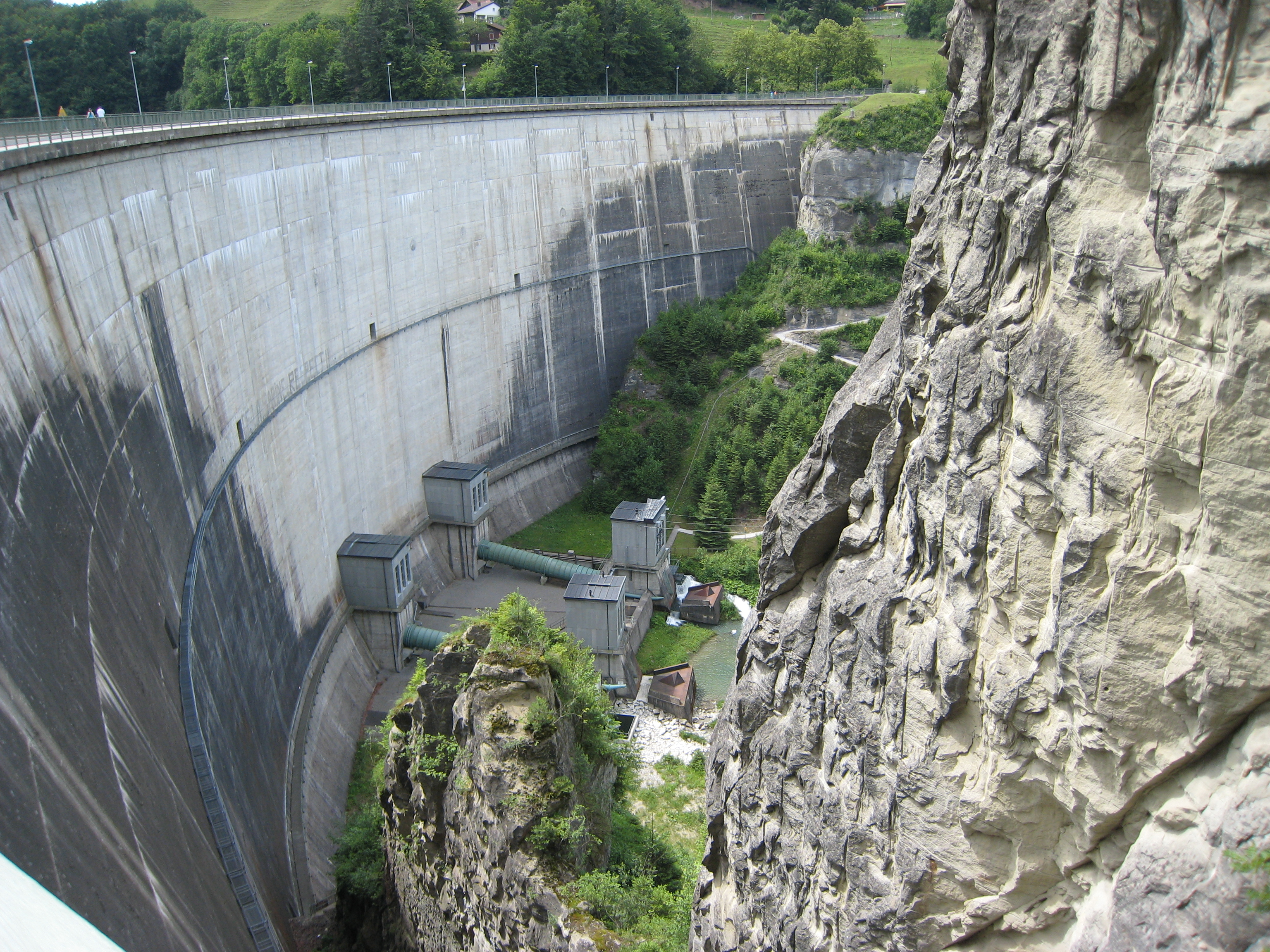
Presa de Rossens.

Etang de la Gruère se encuentra en el cantón de Jura.
| Orilla occidental | Orilla oriental                                                                                                 |
| --- | --- |
| - Rossens - Le Bry (Pont-en-Ogoz) - Avry-devant-Pont (Pont-en-Ogoz) - Guemfens (Pont-en-Ogoz) - Vuippens (Marsens) - Le Villars (Marsens) - Champotey (Echarlens) - Echarlens - Morlon - Le Vessieu (Morlon) | - Pont-la-Ville - La Roche - Hauteville - Corbières - Villarvolard - Villarbeney (Botterens) - Botterens - Broc |